# 井口良一
井口 良一 （いぐち りょういち、1885年5月29日 - 1944年10月1日）は、日本の画家、版画家。

## 来歴・人物
出典:
1885年（明治18年）5月29日 岐阜県恵那郡三濃村（現在の岐阜県恵那市）に生まれる。近代日本がはじめて遭遇した巨大地震の濃尾大地震（1891年）で被災し、長野県松本市に移住。
1900年（明治33年） 旧制松本中学（現長野県松本深志高等学校）に入学するが、2学年で中退。
1901年（明治34年） 東京の白馬会溜池洋画研究所に入り、旧制錦城中学（現錦城学園高等学校）に学ぶ。
1906年（明治39年） 母親の死去により研究所を退所、松本の父親経営の旅館養老館にもどる。
1922年（大正11年） 養老館廃業（現在の五千尺ホテルに引き継がれる）。
1923年（大正12年） この年開校した旧制松本第二中学校（現長野県松本県ヶ丘高等学校）の嘱託教諭となる。校章のデザインを行う。
1941年（昭和16年） 松本商業学校（現松商学園高等学校）の嘱託教諭となる。
1944（昭和19年）10月1日 死去。
松本美術会創立会員となり、1937年10月、松本商業学校（現松商学園高等学校）において開催されたエッチング講習会（講師：西田武雄）に参加し制作した銅版画が『エッチング』第61 号（1937.11）に掲載される。
日本山岳会会員及び信濃山岳会幹部会員。